# Gauche italienne
La Gauche italienne (en italien : Sinistra Italiana, abrégé en SI, et de son nom complet Gauche italienne – Gauche écologie liberté, en italien : Sinistra Italiana - Sinistra Ecologia Libertà, abrégé en SI-SEL) est un parti politique fondé le 19 février 2017 à Rimini.
Il repose sur le groupe parlementaire du même nom qui s'est constitué à la Chambre des députés le 7 novembre 2015 et au Sénat le 4 mars 2016, pendant la XVIIe législature. Formé initialement de 40 parlementaires (32 députés et huit sénateurs), il regroupe les membres de Gauche, écologie et liberté et des parlementaires ayant quitté le Parti démocrate, notamment les fondateurs du mouvement Futur à gauche (en) ou encore le Mouvement 5 étoiles. Le consultant économique de SI est le prix Nobel d'économie Joseph E. Stiglitz.
Le mouvement est lancé lors d'une réunion au Teatro Quirino à Rome, ayant réuni 3 000 participants. L'idée est de créer une alternative au Parti démocrate, en créant un parti de gauche moderne, qui aille au-delà du seul groupe parlementaire. Cependant, dès le 28 février 2017, 17 députés confluent dans le nouveau groupe parlementaire d'Article 1er - Mouvement démocrate et progressiste avec notamment Arturo Scotto, tandis que, mars 2017, quatre députés de Possibile rejoignent le groupe parlementaire de Gauche italienne. Son secrétaire Fratoianni démissionne le 10 mars 2018 en raison de l'échec électoral de Libres et égaux.

## Partis fondateurs
| Parti | Parti | Parti                       | Abv. | Idéologie principale    | Dirigeant                |
| ----- | ----- | --------------------------- | ---- | ----------------------- | ------------------------ |
|       |       | Gauche, écologie et liberté | SEL  | Socialisme démocratique | Nichi Vendola            |
|       |       | Gauche vénitienne (en)      | SV   | Communisme              | Pietrangelo Pettenò (en) |
|       |       | L’Avenir à gauche (en)      | FaS  | Social-démocratie       | Stefano Fassina          |

Parallèlement à celles-ci, certaines organisations de jeunesse (dont ACT ! Agire Costruire Trasformare et TILT) et des groupes locaux ont rejoint le parti.

## Organisation

### Secrétaires du parti
| Titulaire | Titulaire | Titulaire                | Début           | Fin            |
| --------- | --------- | ------------------------ | --------------- | -------------- |
| 1         |           | Nicola Fratoianni        | 19 février 2017 | 1er juin 2019  |
| 2         |           | Claudio Grassi (intérim) | 1er juin 2019   | 2 février 2021 |
| 3         |           | Nicola Fratoianni        | 2 février 2021  | en cours       |

### Présidence
| Titulaire | Titulaire | Titulaire              | Début            | Fin              |
| --------- | --------- | ---------------------- | ---------------- | ---------------- |
| 1         |           | Laura Lauri            | 19 février 2017  | 29 mars 2019     |
| 2         |           | Claudio Grassi         | 29 mars 2019     | 3 décembre 2022  |
| 3         |           | Maria Gabriella Branca | 3 décembre 2022  | 26 novembre 2023 |
| 4         |           | Nichi Vendola          | 26 novembre 2023 | en cours         |

### Trésorier
| Titulaire | Titulaire | Titulaire                    | Début          | Fin      |
| --------- | --------- | ---------------------------- | -------------- | -------- |
| 1         |           | Domenico « Mimmo » Caporusso | 1er avril 2019 | en cours |

## Anciens organismes nationaux dissous

### Porte-parole
- Nicola Fratoianni (25 août 2020 – 2 février 2021)

### Coordinateur
- Elisabetta Piccolotti (2 février 2021 – 26 novembre 2023)

### Chef de groupe/délégation à la Chambre
- Giulio Marcón (19 février 2017 – 22 mars 2018)
- Nicola Fratoianni (23 mars 2018 – 12 octobre 2022)
- Marco Grimaldi (à partir du 27 octobre 2022)

### Leader du Sénat
- Loredana De Petris (19 février 2017 – 14 décembre 2021)
- Giuseppe De Cristofaro (à partir du 18 octobre 2022)

### Chef de la délégation au Parlement européen
- Curzio Maltese (19 février 2017 – 1er juillet 2019)

## Résultats électoraux

### Élections générales
| Année | Chambre des députés                             | Chambre des députés                             | Chambre des députés | Sénat                                           | Sénat                                           | Sénat   | Rang | Gouvernement |
| Année | Voix                                            | %                                               | Sièges              | Voix                                            | %                                               | Sièges  | Rang | Gouvernement |
| ----- | ----------------------------------------------- | ----------------------------------------------- | ------------------- | ----------------------------------------------- | ----------------------------------------------- | ------- | ---- | ------------ |
| 2018  | Au sein de Libres et égaux                      | Au sein de Libres et égaux                      | 3 / 630             | Au sein de Libres et égaux                      | Au sein de Libres et égaux                      | 1 / 314 | 4e   | Opposition   |
| 2022  | Au sein de l'Alliance des Verts et de la gauche | Au sein de l'Alliance des Verts et de la gauche | 4 / 400             | Au sein de l'Alliance des Verts et de la gauche | Au sein de l'Alliance des Verts et de la gauche | 2 / 200 | 7e   | Opposition   |

### Élections européennes
| Année | Voix                                            | %                                               | Sièges | Rang | Groupe              |
| ----- | ----------------------------------------------- | ----------------------------------------------- | ------ | ---- | ------------------- |
| 2019  | Au sein de La Sinistra (Italia) (it)            | Au sein de La Sinistra (Italia) (it)            | 0 / 76 | 8e   | Extra-parlementaire |
| 2024  | Au sein de l'Alliance des Verts et de la gauche | Au sein de l'Alliance des Verts et de la gauche | 2 / 76 | 6e   | GUE/NGL             |

## Logos du parti

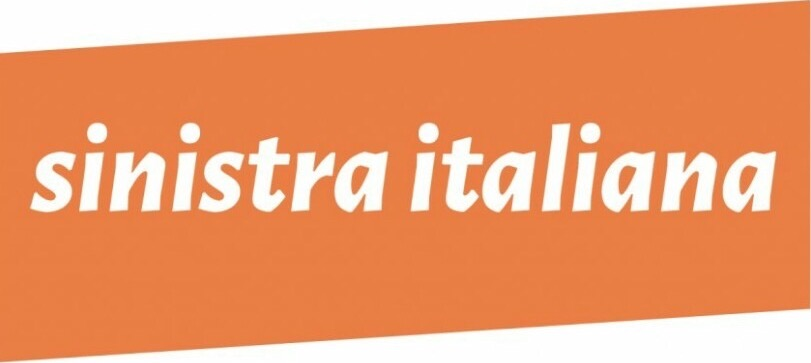
2015–2016
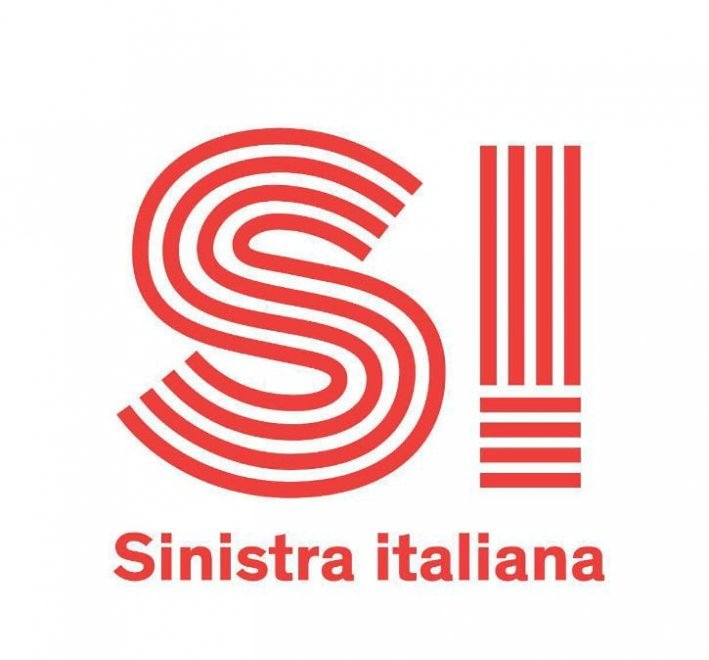
2016
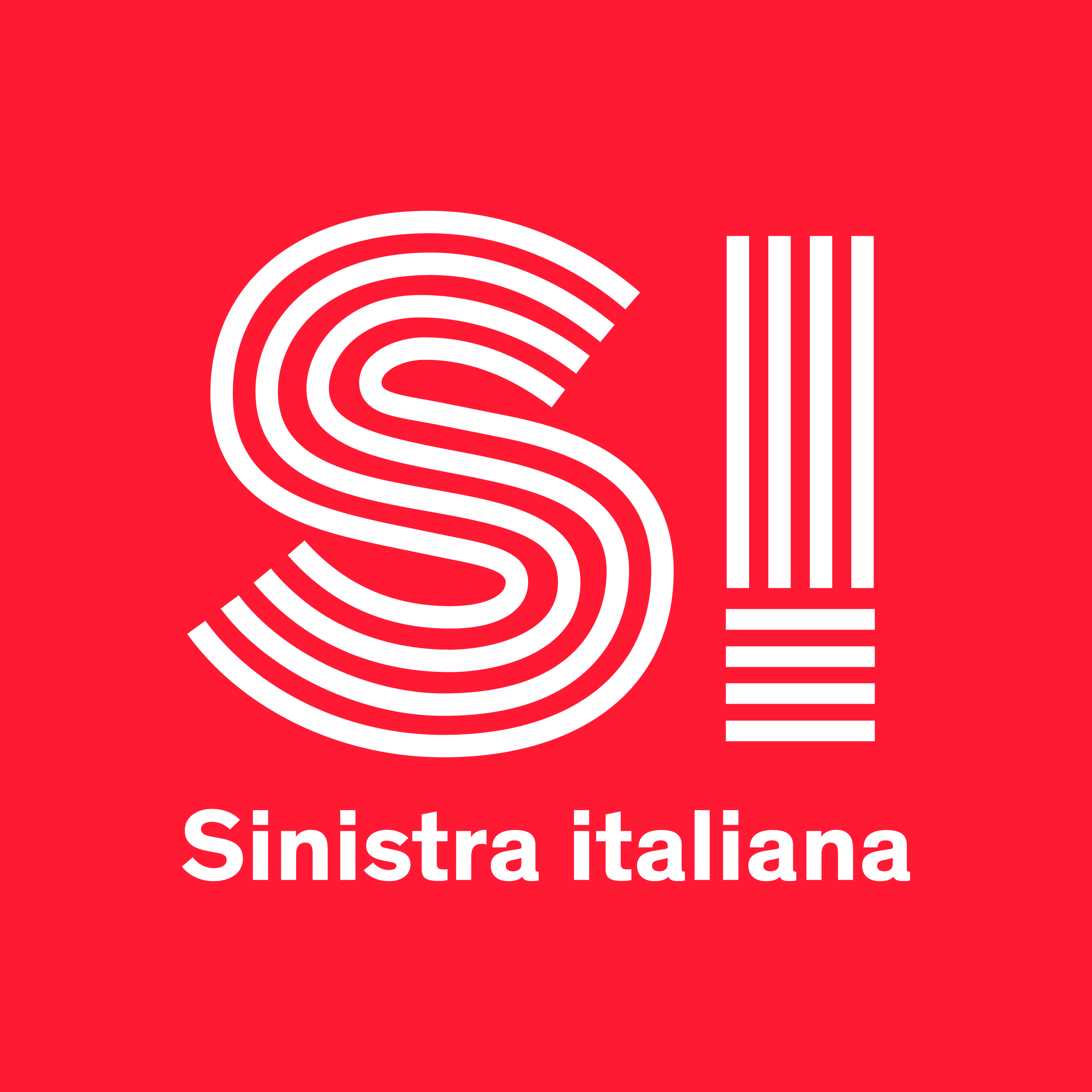
2016–2017
depuis 2017